# Donald Rice

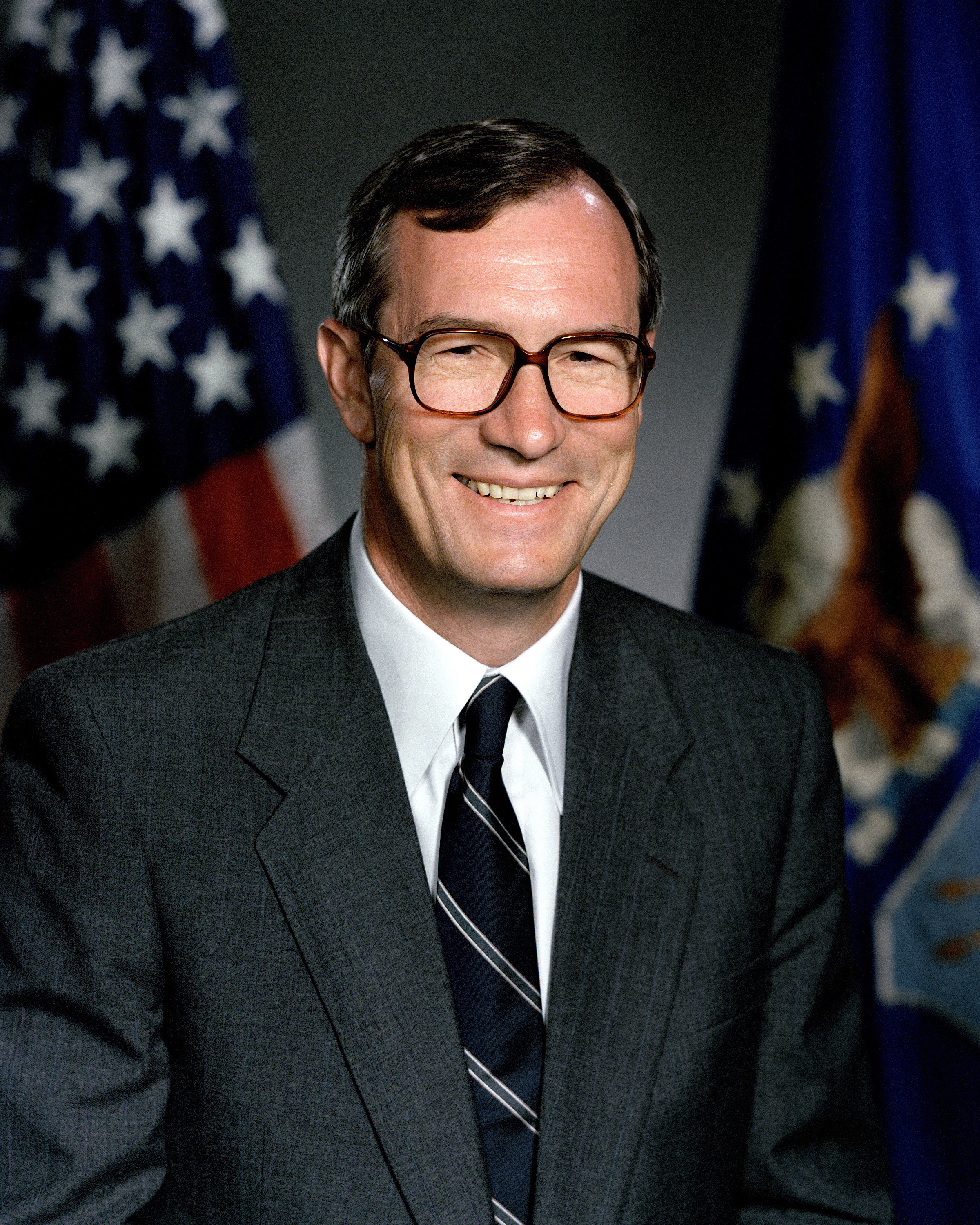
Donald B. Rice

Donald Blessing Rice, Jr. (* 4. Juni 1939 in Frederick, Maryland) ist ein US-amerikanischer Politiker der Republikanischen Partei und Wirtschaftsmanager, der unter anderem von 1972 bis 1989 Präsident und Chief Executive Officer (CEO) der RAND Corporation sowie zwischen 1989 und 1993 17. Luftwaffenminister (United States Secretary of the Air Force) war.

## Leben

### Studien, Offizier und Beamter im Verteidigungsministerium

Donald B. Rice war zwischen 1970 und 1972 stellvertretender Direktor des Amtes für Verwaltung und Haushaltswesen OMB (Office of Management and Budget) im US-Präsidialamt (Executive Office of the President of the United States).

Donald Blessing Rice, Jr. ist der Sohn des Kfz-Werkstattbesitzers Donald Blessing Rice, der von 1951 bis 1954 Bürgermeister von Frederick war, sowie dessen Ehefrau Mary C. Rice. Nach dem Besuch der St. John’s Catholic Prep School begann er 1957 ein Studium im Fach Chemieingenieurwesen an der University of Notre Dame, das er 1961 mit einem Bachelor of Science (BS Chemical Engineering) beendete. Nach dem Studienabschluss trat er im Juni 1961 als Leutnant (Second Lieutenant) in das Versorgungskorps (Ordnance Corps) der US Army ein. Während dieser Zeit begann er zudem 1961 ein postgraduales Studium im Fach Industriebetriebslehre an der Purdue University und schloss dieses 1962 mit einem Master of Science (MS Industrial Management) ab. Daraufhin begann er sein Promotionsstudium an der Purdue University, das er 1965 mit einem Doctor of Philosophy (Ph.D. Economics) beendete. Er diente daraufhin zwischen Juni 1965 und Juni 1967 als Oberleutnant (First Lieutenant) sowie zuletzt als Hauptmann (Captain) in der US Army. Daneben unterrichtete er von 1965 und 1967 als Assistant Professor für Managementlehre an der Naval Postgraduate School (NPS) in Monterey und war zugleich amtierender stellvertretender Direktor für akademische Angelegenheiten am dortigen Navy Management Systems Center.
Im Juni 1967 wechselte Rice in das Büro des US-Verteidigungsministers Robert McNamara beziehungsweise ab dem 1. März 1968 Clark M. Clifford und war dort bis Januar 1969 Leiter des Referats Kostenanalyse (Director of Cost Analysis). Danach fungierte er im US-Verteidigungsministerium (US Department of Defense) von Februar 1969 bis September 1970 als stellvertretender Leiter der Unterabteilung Ressourcenanalyse (Deputy Assistant Secretary of Defense for Resource Analysis). Er war in dieser Funktion verantwortlich für die Analyse des Kosten-, Personal- und Logistikbedarfs, die Vorbereitung der vom Verteidigungsminister herausgegebenen Richtlinien und die Koordinierung der Programm- und Budgetplanung des Verteidigungsministeriums mit dem Nationalen Sicherheitsrat NSC (US National Security Council). Für seine dortigen Leistungen wurde er im September 1970 mit dem Verdienstpreis des Verteidigungsministers (Secretary of Defense Meritorious Civilian Service Award) ausgezeichnet.
Daraufhin bekleidete Donald B. Rice zwischen September 1970 und April 1972 stellvertretender Direktor des Amtes für Verwaltung und Haushaltswesen OMB (Office of Management and Budget) im US-Präsidialamt (Executive Office of the President of the United States). Er war in dieser Zeit verantwortlich für Budgetierung, Programmanalyse und Aktivitäten zur Verbesserung des Managements in den Bereichen Landwirtschaft, Atomenergie, Handel, Energie, Umwelt, natürliche Ressourcen, öffentliche Arbeiten, Wissenschaft und Technologie, Raumfahrt und Verkehr.

### Präsident der RAND Corporation, Luftwaffenminister und Wirtschaftsmanager

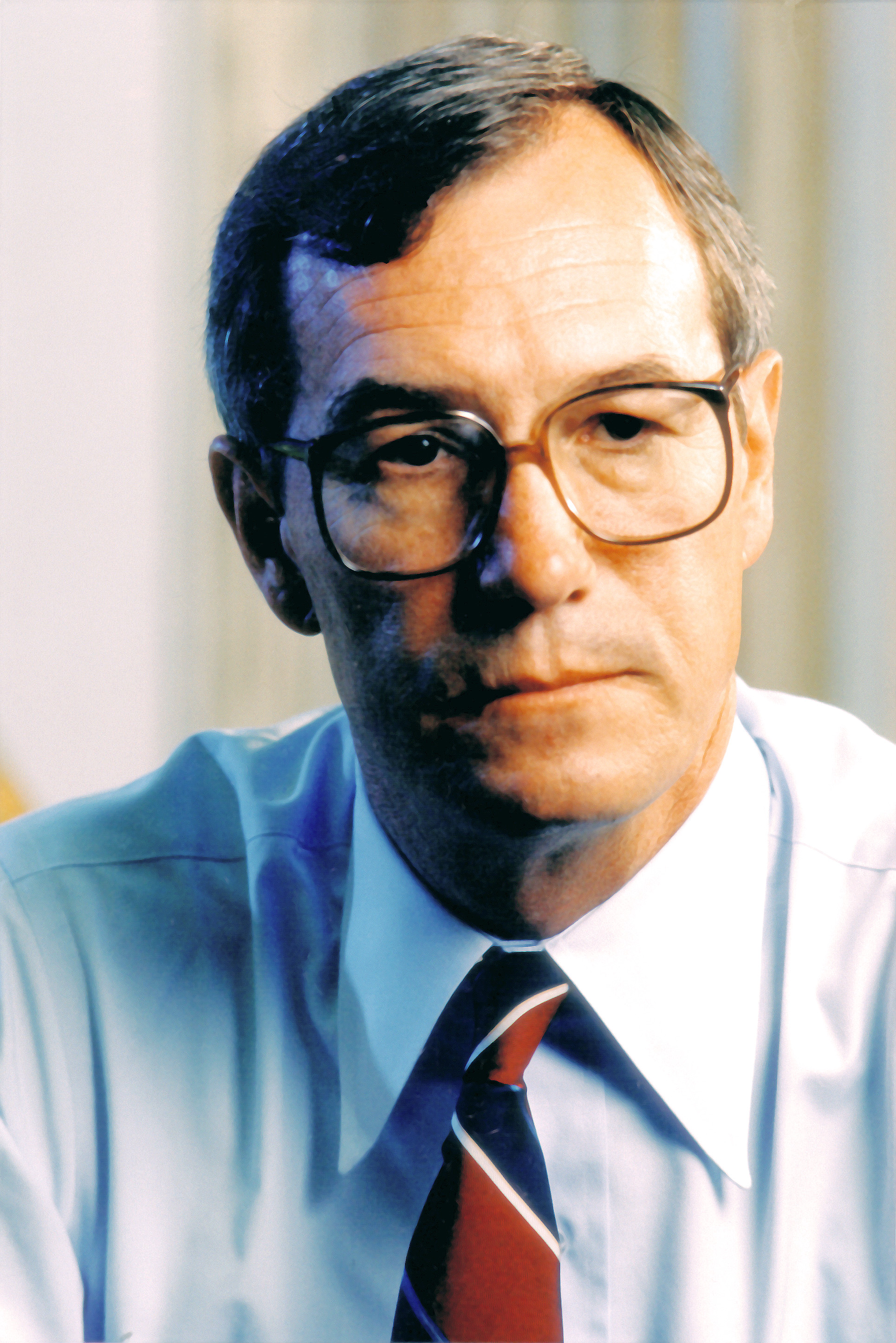
Donald B. Rice

Im April 1972 wurde Rice Präsident und Chief Executive Officer (CEO) der RAND Corporation, einer unabhängigen, gemeinnützigen, öffentlich-rechtlichen Institution und Denkfabrik, die Forschungen und Analysen zu Problemen der nationalen Sicherheit und inneren Angelegenheiten sowie Doktorandenprogramme in verschiedenen Bereichen der öffentlichen Ordnung durchführt. Diese Funktion hatte er bis Mai 1989 inne, woraufhin James Thomson im August 1989 seine Nachfolge antrat. Während dieser Zeit war er außerdem zwischen 1974 und 1986 für zwei Amtszeiten Mitglied des Nationalen Wissenschaftsausschusses NSB (National Science Board), der die Richtlinien der Nationalen Wissenschaftsstiftung NSF (National Science Foundation) im Rahmen der anwendbaren nationalen Richtlinien festlegt, die wiederum vom US-Präsidenten und vom US-Kongress festgelegt wurden. 1975 wurde er von US-Präsident Gerald Ford zum Vorsitzenden der Nationalen Kommission für Lieferungen und Engpässe (National Commission on Supply and Shortages) ernannt und hatte diese Funktion bis 1977 inne. Außerdem war er zwischen 1980 und 1989 Mitglied des Vorstands des Finanzdienstleistungsunternehmens Wells Fargo sowie von 1986 bis 1989 Vorstandsmitglied des Baustoffproduzenten Vulcan Materials war.
Rice ist Mitglied der Republikanischen Partei und engagierte sich als Mitglied im Republican National Committee (RNC), dem nationalen Organisationsgremium der Partei, sowie im National Republican Congressional Committee und im National Republican Senatorial Committee, der Ausschüsse der Republikanischen Partei für US-Repräsentantenhaus und US-Senat.  Am 22. Mai 1989 wurde er von US-Präsident George H. W. Bush zum 17. Luftwaffenminister (United States Secretary of the Air Force) ernannt. Er hatte dieses Ministeramt bis zum Ende von Bushs Amtszeit am 20. Januar 1993 inne.
Nach seinem Ausscheiden aus der Regierung wechselte Donald Rice, dem 1991 der Sorin Award verliehen wurde, in die Privatwirtschaft und war zwischen 1993 und 1996 Präsident und Chief Operating Officer (COO) des Mischkonzerns Teledyne Technologies. Daneben wurde er 1993 wieder Vorstandsmitglied von Wells Fargo und Vulcan Materials. Er war ferner Vorstandsmitglied von UroGenesys (1997 bis 2001), des Petrochemieunternehmens Unocal (1998 bis 2000), des Pharmaherstellers Scios (1998 bis 2003), des Biotechnologieunternehmens Amgen (2000 bis 2007) sowie des Energiekonzerns Chevron Corporation (2005 bis 2012). 2001 wurde er ferner Präsident und CEO von Agensys, deren Vorsitzender er zudem von 2002 bis 2007 war. Daneben engagierte er sich zeitweise als Präsident des Institute of Management Sciences sowie als Fellow der Ford Foundation und Fellow der National Academy of Public Administration. Außerdem ist er Mitglied der American Association for the Advancement of Science (AAAS), der American Economic Association (AEA) sowie der Ingenieurwissenschaftlichen Ehrengesellschaft Tau Beta Pi.
Aus seiner am 25. August 1962 geschlossenen Ehe mit Susan Fitzgerald Rice gingen die drei Söhne Donald B. Rice III, Joseph J. Rice und Matthew F. Rice hervor.